# William Gregory (kemist)
William Gregory, född 25 december 1803 i Edinburgh, Skottland, död 24 april 1858 i Edinburgh, var en skotsk läkare och kemist. Han studerade under Justus von Liebig och översatte vissa av von Liebigs verk till engelska. Han hade också intressen för mesmerism och frenologi.

## Biografi

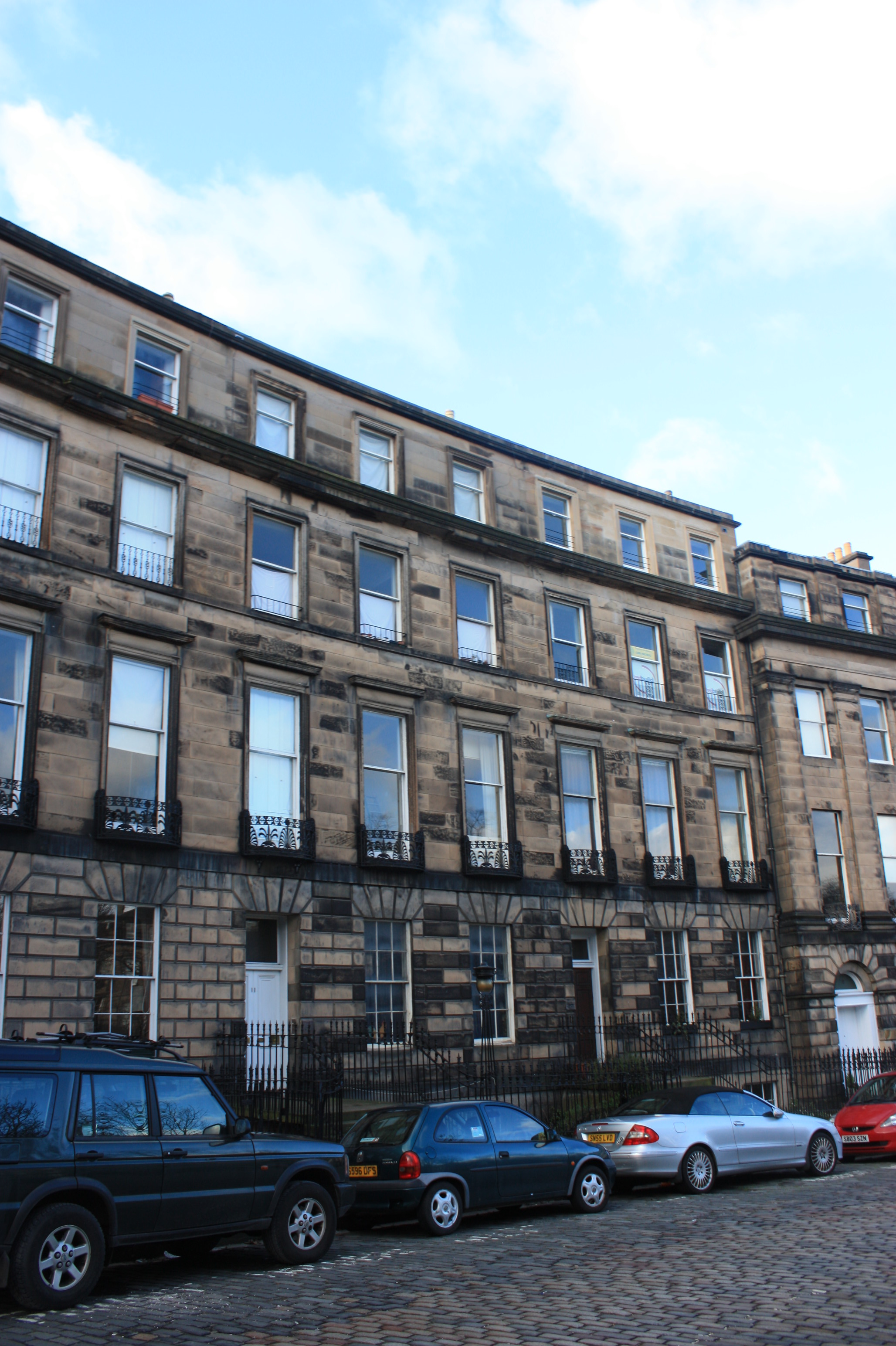
Familjen Gregorys hem på 10 Ainslie Place, Edinburgh

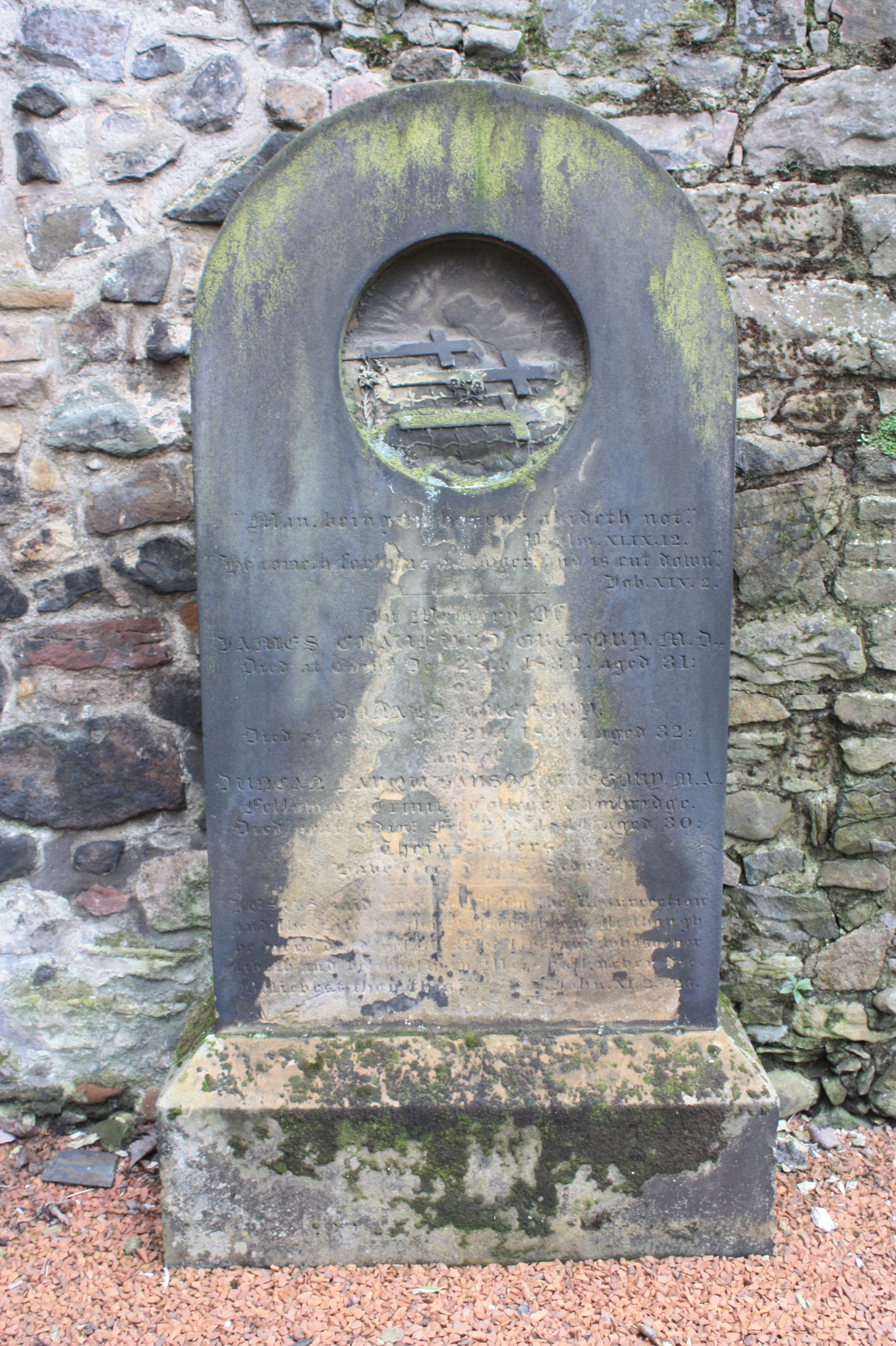
Gregorys grav på Canongate Churchyard, Edinburgh

Gregory var fjärde sonen till Isabella MacLeod och James Gregory och föddes på 2 St Andrew Square i Edinburgh (senare riven).
På 1830-talet registreras han som bosatt i sin fars radhus med sina bröder på 10 Ainslie Place på Moray Estate i västra New Town i Edinburgh.
År 1832 valdes han till stipendiat i Royal Society of Edinburgh på förslag av Robert Christison och tjänstgjorde som sällskapets sekreterare från 1844 till 1858.
Gregory dog 1858 i sitt hem på Princes Street och efterlämnade änka och en son. Han är begravd i Canongate Kirkyard på Royal Mile där han delar graven med sina syskon, intill sina föräldrar. Den ligger i kyrkogårdens sydvästra hörn, till höger om Adam Smiths grav. 

## Karriär och vetenskapligt arbete
Efter en medicinsk utbildning tog han examen vid University of Edinburgh 1828, men gick sedan över till kemi och studerade vid Universitetet i Geissen. År 1831 införde han en process för att göra "morfiiaens muria", som kom i allmänt bruk. "Gregorys salt" i termer av modern kemi var en blandning av morfinhydroklorid och kodeinhydroklorid, erhållen från opium genom användning av kalciumklorid.
Efter att ha studerat en tid på kontinenten etablerade han sig som utomakademisk föreläsare i kemi i Edinburgh. Han utnämndes till professor i kemi vid Andersonian University, Glasgow, sedan vid Dublin Medical School, och utnämndes 1839 till professor i medicin och kemi vid King's College, Aberdeen. År 1844 valdes han till professuren i kemi i Edinburgh efter sin gamle lärare Thomas Charles Hope. Andrew Fyfe tillträdde sin post i Aberdeen efter att utan framgång också ha ifrågasatt tillsättningen av Edinburgh-stolen. Han var en framgångsrik pedagogisk föreläsare, men led under sina senare år mycket av en invalidiserande sjukdom.
Gregory var också intresserad av djurmagnetism och mesmerism.